# Jim Hall & Pat Metheny
Jim Hall & Pat Metheny är ett musikalbum av gitarristerna Jim Hall och Pat Metheny, utgivet 1999 av Telarc International Corporation. En del av låtarna på skivan är inspelade live ifrån Manchester Craftsmen's Guild i Pittsburgh, Pennsylvania där duon uppträdde 1-2 augusti, 1998. På skivan gör de tolkningar av Jerome Kerns "All the Things You Are" och George Gershwins "Summertime". På skivan medverkar även låten "Into the Dream", ifrån Pat Metheny Groups album Imaginary Day, där Metheny spelar på sin 42-strängade Pikasso I-gitarr, tillverkad av Linda Manzer.

## Låtlista
1. "Lookin' Up" (Jim Hall) – 4:34
2. "All the Things You Are" (Jerome Kern) – 6:58
3. "The Birds and the Bees" (Attila Zoller) – 5:04
4. "Improvisation No. 1" (Jim Hall, Pat Metheny) – 1:05
5. "Falling Grace" (Steve Swallow) – 4:39
6. "Ballad Z" (Pat Metheny) – 4:33
7. "Summertime" (George Gershwin) – 5:35
8. "Farmer's Trust" (Pat Metheny) – 5:29
9. "Cold Spring" (Jim Hall) – 6:29
10. "Improvisation No. 2" (Jim Hall, Pat Metheny) – 1:11
11. "Into the Dream" (Pat Metheny) – 3:05
12. "Don't Forget" (Pat Metheny) – 4:46
  - Temat ifrån filmen Passagio per il paradiso.
13. "Improvisation No. 3" (Jim Hall, Pat Metheny) – 3:22
14. "Waiting to Dance" (Jim Hall) – 4:38
15. "Improvisation No. 4" (Jim Hall, Pat Metheny) – 2:37
16. "Improvisation No. 5" (Jim Hall, Pat Metheny) – 2:08
17. "All Across the City" (Jim Hall) – 7:34

- Låtarna 1, 4-6, 10-15 & 16 är studioinspelningar
- Låtarna 2, 3, 7-9 & 17 är liveinspelningar

### Arrangemang
- Jim Hall & Pat Metheny: 1, 2, 4, 5, 8, 10, 11, 13-16
- Jim Hall: 9 & 17
- Pat Metheny: 3, 7 & 12
- Gil Goldstein: 6

## Medverkande
- Jim Hall — elgitarr
- Pat Metheny — elgitarr, akustisk gitarr, bandlös klassisk gitarr, 42-strängad-gitarr